# Lumban Silintong (Balige)
Lumban Silintong is een bestuurslaag in het regentschap Toba Samosir van de provincie Noord-Sumatra, Indonesië. Lumban Silintong telt 861 inwoners (volkstelling 2010).